# Carex vernacula
Espèce
Classification phylogénétique
Carex vernacula est une espèce de plantes du genre Carex et de la famille des Cyperaceae.

## Distribution
Ce carex est originaire de l'ouest des États-Unis, où il pousse dans les habitats montagneux humides des climats alpins et des hautes altitudes subalpines. Il apparaît souvent dans les bassins froids après la fonte des neiges.

## Description
Carex vernacula produit des touffes de tiges dressées de 30 à 40 centimètres de hauteur au maximum, et forme parfois des colonies reliées par des réseaux de rhizomes.
L'inflorescence est une touffe dense et enchevêtrée d'épis de fleurs. Le fruit est recouvert d'un périanthe brun bordé de vert.